# Південний адміністративний округ
Півде́нний адміністрати́вний о́круг (ПАО) — один з 12 округів Москви. Розташований округ на півдні-південному сході міста. У склад округа входить 16 районів.
Південний адміністративний округ — найнаселеніший в Москві. У ньому живе понад півтора мільйона чоловік — стільки ж, скільки, наприклад, у Харкові.

## Керівництво префектури
Префект Південного округу Москви в ранзі міністра Уряду Москви — Юрій Буланов, на посаді з липня 2007 року. Раніше — перший заступник префекта ПАО, керівник комплексу будівництва.
Перший заступник префекта — Лариса Март'янова, на посаді з 2000 року. Мартьянова веде питання організаційного, інформаційного забезпечення діяльності префектури і координації діяльності управ районів та органів місцевого самоврядування, здійснює взаємодію з депутатами Державної Думи Федеральних Зборів Російської Федерації та Московської міської Думи.
Перший заступник префекта — В'ячеслав Щербаков, на посаді з травня 2008 року. Керує питаннями житлово-комунального господарства, благоустрою та дорожнього будівництва.

## Географія округу
Південний округ займає площу 132,0 кв. км — це 12,2% території Москви. З півночі він обмежений Ленінським проспектом, з півдня — МКАД, зі сходу — долиною Москви-ріки, із заходу — долиною річки Котловки і масивом Бітцевського лісу. У складі округу — 16 районів.
ПАО — це 1 млн 572,4 тисячі жителів. При цьому великі житлові масиви — Орєхово-Борисово, Братеєво, Бірюльово, Чертаново та інші, традиційно зараховувані до «спальних», — є сусідами з промисловими районами.
Виникнення промислового виробництва на півдні Москви відноситься до початку XVII століття. Багато підприємств переступили столітній рубіж. Сьогодні в окрузі 13 промислових зон, 246 підприємств і організацій, з них 95 — великі промислові підприємства, на яких працює близько 70 тисяч чоловік.
На території округу також функціонує близько 15 500 малих підприємств. Чисельність працівників становить більше 245 тисяч осіб. В окрузі 5730 підприємств споживчого ринку. Населення округу обслуговують 17 ринків і 53 торговельних комплексу.
По території Південного округу йдуть три лінії метро — Замоскворіцька, Серпуховсько-Тімірязєвська і Каховська.
Південний округ — це 105 лікувально-профілактичних установ, у тому числі 73 — окружного, 15 — міського, 17 — федерального підпорядкування. У сфері охорони здоров'я зайнято більше 19 тисяч медичних працівників.
В окрузі розташовано 555 закладів освіти, в яких навчаються понад 99 тисяч дітей, більше 200 установ культури (театри, музеї, кіноконцертні зали, бібліотеки, виставкові зали, палаци і будинки культури, студії) окружного, міського та федерального рівня. Майже половина з них — 55 бібліотек, 10 музичних шкіл, 5 виставкових залів, 3 театри, 2 музеї та 14 будинків культури — фінансуються з міського бюджету.
На території округу розміщено 949 спортивних об'єктів, у тому числі: басейнів — 12, міні-басейнів у дитячих садках — 76, стадіонів — 21, спортивних майданчиків — 481, 1 гірськолижна база, кінноспортивний комплекс «Бітці» і 14 спортивних комплексів. Криті ковзанки працюють в районах: Бірюльово Західне — «Пінгвін» і Зяблікове — «Русь», побудовані і введені в експлуатацію: басейн на вул. Мединський, буд.9А (район Бірюльово Західне) і універсальний спортивний зал за адресою: вул. Лебедянський, вл. 16 (район Бірюльово Східне).
Природний комплекс округу включає в себе лісопаркі, паркі, сквери, бульвари, озеленені території, долини річок. На території ЮАО розташовано 72 водойми (у тому числі: малих річок, струмків — 22; ставків — 50) площею 222,57 га, що становить близько 24% загальної площі водних поверхонь Москви.
193 природних об'єкта на території округу кваліфікуються як пам'ятки природи місцевого значення, наприклад, такі як долина річки Городні, Аршіновскій парк, садиба «Загір'я» , Шмельовські і Царицинської струмки з долинами. Царіцинський парк займає площу понад 100 гектарів — від району «Царіцино» до міста Чільне. Федеральний заклад культури "Державний історико-архітектурний художній та ландшафтний музей-заповідник «Царіцино» перетворено на заклад культури міста Москви (з тим же найменуванням) і передано в державну власність міста Москви на підставі розпорядження Уряду Російської Федерації від 25.02.2004 № 260-р.
З року в рік округ підтверджує звання одного з найупорядкованіших у столиці, завойовуючи призові місця в конкурсі «Московський подвірник». Відрадно, що за активної участі населення все більше дворів в окрузі стає красивими і доглянутим. З кожним роком зростає кількість учасників конкурсу «Улучшаем своє житло». Інші визначні пам'ятки округу: ансамбль історико-архітектурних пам'яток XVI–XIX ст. «Донський монастир», одне з найдавніших місць Москви — музей-заповідник «Коломенське»; історико-архітектурний ансамбль XVI–XVIII ст. «Симонов монастир».
Багато корисної інформації про діяльність префектури і управ районів хто в 16 районних і однієї окружній газеті «Південні горизонти». На території округу працює студія кабельного телебачення. Система окружного мовлення здійснюється на базі телекомпанії «Екран-5». Житлово-комунальне господарство в адміністративному окрузі — це 3102 будови, в тому числі: 1334 — міський фонд, 75 — відомчий фонд, 279 — ЖБК, 1414 — ТСЖ. Повіт має розгалужену вулично-дорожну мережу: 338 вулиць і магістралей загальною довжиною 326,2 кілометра.
У сфері міжнародних зв'язків Південний округ активно співпрацює з містами Ханоя та Хошимін ом (В'єтнам), м. Варна (Болгарія), та Елгава (Латвія). У рамках проведення шефської роботи Південний округ здійснює шефство над кораблями ВМФ: Чорноморський флот — ВДК «Орск», Північний флот — АПЛ «Святий Данило Московський», Балтійський флот — Навчальний Центр берегових військ Балтійського флоту. Великі міжрегіональні зв'язки округу в сфері малого підприємництва: з російськими регіонами — Курської, Липецької, Тульської областями та Республікою Татарстан; з державами СНД: Азербайджан ом, Білоруссю. Південний округ — лідер у Москві і з розвитку малого підприємництва. На 15 500 підприємствах малого бізнесу зайнято понад 245 тисяч чоловік. У ЮАО в останні роки приділяється велика увага розвитку науково-технічного потенціалу інститутів і підприємств, багато з яких є флагманами у своїх галузях. Розробки наших учених, а також проекти малих інноваційних підприємств — технопарк в МІФІ, НВО «Ітелма», ТОВ «ЕВРААС», ТОВ «Ортез», ТОВ ВФ «Логос» — стали візитною карткою Південного округу не тільки в Росії, але й за кордоном. В окрузі ведеться грандіозний експеримент з реорганізації промзон. Збиткові підприємства поступаються місцем наукомістким і високотехнологічним компактним виробництвам, які в майбутньому стануть ядром столичної промисловості. На що вивільняються територіях будується житло і соціально значущі об'єкти. Розвиток економічних і культурних зв'язків, обмін досвідом роботи установ освіти, охорони здоров'я та соціальної сфери — важливі складові програми регіонального співробітництва та міжнародних зв'язків Південного округу.

## Символіка та історія Південного округу

### Опис гербової емблеми Південного округу Москви
Щит накладено своєю верхньою частиною на червоне, Муровані золотом, фігурний зубець стіни Московського Кремля. Над зубцем золота стрічка з написом червоними літерами: «МОСКВА».
Щитодержателя: два золотих грифона, що сидять на баштах фігурного мосту музею — заповідника «Царицино». Внизу золота стрічка з написом червоними літерами: «ПІВДЕННИЙ ОКРУГ».

### Пояснення символіки гербовою емблеми Південного округу Москви
Срібна хвиляста вузька перев'язь символізує Москву — річку, що протікає територією округу.
Золота патріарша митра в пурпуровому поле символізує зв'язок духовного та світського життя.
Срібні ворота Свято — Данилова монастиря в зеленому полі символізують перше, як у минулому, так і в сьогоденні, обитель міста Москви, що має статус духовно — адміністративного центру.
Два золотих грифона символізують що проходить по території округу дорогу в місто Севастополь (у гербі якого зображені золоті грифони).
Фігурний міст музею — заповідника «Царіцино» символізує знаходження на території округу найбільшого історичного пам'ятника — заміського палацу Катерини II.

### Опис прапора Південного округу Москви
Прапор Південного адміністративного округу являє собою прямокутне полотнище зі співвідношенням ширини до довжини як 2:3, розділене по діагоналі знизу від древка білою хвилястою смугою шириною в 2 / 15 ширини прапора.
У верхній, що прилягає до древка, пурпурової частини полотнища золота патріарша митра.
У нижній зеленої частини полотнища срібні ворота Свято-Данилова монастиря.
У щиті московської форми ліва срібна хвиляста вузька перев'язь. У верхньому пурпуровому полі золота патріарша митра. У нижньому зеленому полі срібні ворота Свято-Данилова монастиря.

### Історія Південного округа
У середині XIX ст. на території нинішнього музею-заповідника «Коломенське» археологи розкопали найдавнішу стоянку людини, що відноситься до кам'яної доби. Потім недалеко від цього місця, біля села Дяково, виявили залишки поселень початку 1-го тисячоліття. А в X ст. на території Нагатина, Братеєва та Чертанова жили слов'яни-в'ятичі, з яких в основному і формувалося перше поселення Москви.
Територія, на якій зараз розташований Південний адміністративний округ, з незапам'ятних часів залучала людини. Навіть попри те, що місце це було небезпечне: саме звідси, з півдня, нападали на Русь вороги, — тут охоче селилися люди. Для захисту рубежів стали будувати потужні монастирі. Перший з них — Свято-Данилов, заснований у 1271 питомою московським князем Данилом Олександровичем.
У 1370 р. біля дороги на Коломну стали будувати Симоновський обитель. А Донський монастир з'явився в 1593 р. в ознаменування перемоги над ханом Казі-Гіреєм.
Поруч з монастирями, уздовж доріг стали виникати села та села: Верхні і Нижні Казани, Садівники, Нагатіно, Котляково, Чертаново, Аннино, Браїлів, Царіцино, Борисово, Горіхово та інші. Всі ці назви збереглися сьогодні в назвах районів ЮАО.
Одним із перших тут виникло село Коломенське, яке було засноване вихідцями з Коломни, що спаслися від хана Батия. Містобудівна ансамбль на території округу став складатися пізніше, в XVI–XVII ст. разом зі знаменитим архітектурним ансамблем садиби Коломенське. Вона будувалася як літня резиденція великокнязівської, а потім царської сім'ї. Навколо неї виросли дачі царських родичів.
Тоді ж у цих місцях з'явилися справжні шедеври зодчества, з них відомі сьогодні в усьому світі: церква Вознесіння Господнього в Коломенському, внесена ЮНЕСКО до списку пам'яток світової культури, а в XVIII ст. — Садово-парковий ансамбль у Царицині.

## Райони
- Бірюлево Східне
- Бірюлево Західне
- Братеєво
- Даниловський
- Донський
- Зябліково
- Москворіччя-Сабурове
- Нагатіно-Садовники
- Нагатинський Затон
- Нагорний
- Орехове-Борисове Північне
- Орехове-Борисове Південне
- Царицино
- Чертаново Північне
- Чертаново Центральне
- Чертаново Південне